# Antonio de Guezala
Antonio de Guezala y Ayrivié (ur. 11 czerwca 1889 w Bilbao, zm. 13 września 1956) – hiszpański malarz pochodzący z Kraju Basków. Był jednym z założycieli Związku Artystów Baskijskich (Asociación de Artistas Vascos), któremu przewodził w 1917 roku.

## Życiorys
Pochodził z Kraju Basków, z rodziny kupieckiej. Rozpoczął naukę w dziedzinie handlu w rodzinnym Bilbao, a następnie kontynuował we Francji i Wielkiej Brytanii. Ponieważ jego ojciec sprzeciwiał się rozwijaniu zdolności artystycznych, Guezala został malarzem autodydaktą. Malarstwo Guezali ewoluowało od początkowego modernizmu do nowych kubistycznych i futurystycznych trendów jego czasów. Oprócz działalności czysto malarskiej Guezala był także ilustratorem, tworzył plakaty i ex libris.

## Wybrane dzieła
- Portret Isidoro de Guinea
- Portret Eloísy Guinea de Guezala, 1916
- Różowy dom lub Elanchobe, 1924
- Choque de tranvías en el Arenal, 1922
- Drzwi obrotowe lub portret Begoñii de la Sota, 1927